# Basilio do Nascimento
Basilio do Nascimento (ur. 14 czerwca 1950 w Suai, zm. 30 października 2021) – duchowny katolicki z Timoru Wschodniego, biskup Baucau.
Przyjął święcenia kapłańskie 25 czerwca 1977. 30 listopada 1996 mianowany administratorem apostolskim Baucau, jednocześnie biskupem tytularnym Septimunicia, 6 stycznia 1997 przyjął sakrę biskupią z rąk papieża Jana Pawła II. W listopadzie 2002 zastąpił bp. Carlosa Belo na stanowisku administratora apostolskiego Dili. Od 6 marca 2004 do śmierci był biskupem Baucau.